# Frank Young (Bildhauer)
Frank Young (* 1940 in Los Angeles, Kalifornien) ist ein US-amerikanischer Bildhauer.

## Leben
Frank Young studierte Bildhauerei am Art Center College of Design und am Chouinard Art Institute. 1963 zog er nach New York und 1969 hatte Young seine erste Einzelausstellung im Wayne Art Museum und in Boston. 1977 nahm er an der documenta 6 in Kassel teil. Er lebt in New York.